# 兵庫医療大学
兵庫医療大学（ひょうごいりょうだいがく、英語: Hyogo University of Health Sciences）は、兵庫県神戸市中央区港島に本部を置いていた日本の私立大学である。略称は兵庫医療大。2022年に系列の兵庫医科大学に吸収合併された。

## 概観

### 大学全体
薬学部、看護学部、リハビリテーション学部の3学部4学科を設置し、同一法人下に姉妹大学として医科大学を持つ医療総合大学であった。

### 建学の精神
- 社会の福祉への奉仕
- 人間への深い愛
- 人間への幅の広い科学的理解

### 教育目標
- 幅広い教養と心豊かな人格の育成
- 関連分野とのボーダレスな教育環境のもと、専門性の高い知識と技術の修得
- 優れたコミュニケーション能力を基礎とした、チーム医療・地域医療を担える資質の育成
- 次世代の医療科学を担う創造性と国際性の涵養

## 基礎データ

### 所在地
- 住所：神戸市中央区港島1丁目3番6
- アクセス
  - 神戸新交通ポートアイランド線 みなとじま駅（キャンパス前）より徒歩10分
  - 三ノ宮駅より神戸交通振興バス・神姫バスのポーアイキャンパス線で12分「ポーアイキャンパス東バス停」下車すぐ

## 組織

### 学部学科
- 薬学部
  - 医療薬学科
- 看護学部
  - 看護学科
- リハビリテーション学部
  - 理学療法学科
  - 作業療法学科

### 大学院
- 看護学研究科
  - 看護学専攻（修士課程）
- 医療科学研究科
  - 医療科学専攻（修士課程）
- 薬学研究科
  - 医療薬学専攻（博士課程）

### 附属施設
- 図書館
- 先端医薬研究センター
- 共同利用機器センター
- 動物実験センター
- RI実験センター
- 臨床薬学研修センター(薬学部)
- 薬用植物園(薬学部附属)
- 地域連携実践センター
- 保健管理センター

## 教育

### 特色
同一法人が設置する兵庫医科大学ならびに兵庫医科大学病院、兵庫医科大学ささやま医療センター（旧・兵庫医科大学篠山病院）との密接な連携による最大の特徴である。また、学部横断型の教育も取り入れたカリキュラムを構築しており、学部の専門教育に加え、他学部の専門性についても学ぶ。「チーム医療」の担い手を育成するため、医学部を含めた4学部と医療現場とのボーダレスな教育体制を築いている。

### 特徴科目
- 医療科学概論　(1年次　必修科目)
学長をはじめ各学部の専任教員等による医療全般の入門講義や、学部混成の小グループによる討議・発表など、医療専門職者に必須の問題解決型能力を早い段階から養う教育を実施。また、夏休み前に兵庫医科大学病院で「早期臨床体験実習」に臨み、実践的教育も早い段階から実施している。

## 施設
- ポートアイランドの北西に位置し、神戸の海や山が一望できる南欧風の建物。近隣には、神戸学院大学、神戸女子大学、神戸女子短期大学が集い、大学間の単位互換や図書館、食堂の相互利用などの交流がある。

## 公式サイト
- 兵庫医療大学

座標: 北緯34度40分0.8秒 東経135度12分15.7秒 / 北緯34.666889度 東経135.204361度